# Arkadiusz Kułynycz
Arkadiusz Marcin Kułynycz (ur. 26 grudnia 1992 w Miastku) – polski zapaśnik startujący w stylu klasycznym, medalista mistrzostw świata seniorów (2021) i igrzysk europejskich (2019), wielokrotny mistrz Polski.

## Życiorys
Jego pierwszym klubem był Zapaśniczy Klub Sportowy Miastko, a pierwszym trenerem Kazimierz Wanke. W wieku 16 lat przeniósł się do Radomia, gdzie rozpoczął naukę w Szkole Mistrzostwa Sportowego przy Zespole Szkół Budowlanych. Od tego czasu reprezentuje barwy Olimpijczyka Radom, jego trenerami w tym klubie byli Zdzisław Kolanek i Włodzimierz Zawadzki.
W 2011 został brązowym medalistą mistrzostw świata juniorów kategorii 74 kg, w 2012 brązowym medalistą mistrzostw Europy juniorów w tej samej kategorii wiekowej. Na mistrzostwach Europy seniorów zadebiutował w 2012, zajmując 9. miejsce w kategorii 74 kg. Startował także na mistrzostwach Europy seniorów w 2016 (14. miejsce w kategorii 75 kg), 2017 (16. miejsce w kategorii 75 kg), 2020 (8. miejsce w kategorii 87 kg) i 2021 (18 m. w kategorii 87 kg). Na mistrzostwach świata seniorów debiutował w 2014 (36 m. w kategorii 75 kg), startował także na mistrzostwach świata w 2019 (17 m. w kategorii 87 kg), a swój największy sukces odniósł w 2021, zdobywając brązowy medal w kategorii 87 kg.
W 2014 zdobył brązowy medal akademickich mistrzostw świata w kategorii 75 kg, w 2019 wywalczył brązowy medal igrzysk europejskich.
Na mistrzostwach Polski seniorów wywalczył siedem złotych medali (2014, 2016, 2017, 2018, 2019, 2020 i 2021) i dwa medale srebrny (2013 i 2023).
W maju 2024 roku wywalczył w Stambule kwalifikację do Letnich Igrzysk Olimpijskich 2024 w Paryżu. W olimpijskim turnieju zajął piąte miejsce w kategorii do 87 kg.

## Życie prywatne
W 2017 poślubił Sylwię Szulc, również zapaśniczkę.